# Сенин Пчельник
Сенин Пчельник — поселок в Ермишинском районе Рязанской области. Входит в Нарминское сельское поселение.

## География
Находится в северо-восточной части Рязанской области на расстоянии приблизительно 21 км на запад-северо-запад по прямой от районного центра поселка Ермишь на правом берегу Оки.

## История
Поселок образован после 1917 года. Отмечен на карте 1941 года.

## Население
| 1981 | 1989 | 2004 | 2010 | 2011 | 2023 |
| ---- | ---- | ---- | ---- | ---- | ---- |
| 190  | ↘168 | ↘130 | ↘88  | →88  | ↘77  |

Численность населения: 134 человека в 2002 году (русские 96 %), 88 в 2010.